# Франкізм
Франкізм (ісп. franquismo ісп. вимова: [fɾaŋˈkismo]) — система та ідеологічне обґрунтування диктатури Франсіско Франко, який правив в Іспанії з 1939 по 1975 роки, в літературі Франкістської Іспанії.
Франкістський політичний режим характеризується багатьма дослідниками як авторитарний режим обмеженого консервативного плюралізму з рисами військової диктатури. 
Низкою істориків і політологів розглядається як різновид тоталітаризму та фашизму. 
Деякі дослідники відносять франкізм, поряд з італійським фашизмом та німецьким націонал-соціалізмом, до трьох «класичних» типів фашизму, виділяючи наявність реакційних рухів (Фаланга) та великий вплив Католицької церкви як відмінні риси цього типу.
До характерних рис франкізму відносяться:
- необмежена особиста влада та культ особи «вождя» (каудильйо) Франсіско Франко, який очолював і самостійно формував уряд, затверджував основні законодавчі акти та призначав вищих чиновників як у центральному державному апараті, так і на місцях;
- відсутність легальної політичної опозиції, що було досягнуто шляхом заборони всіх політичних партій, крім Іспанської фаланги;
- економічний корпоративізм, виражений у функціонуванні вертикальних синдикатів, які об'єднували робітників та підприємців під контролем держави та фаланги, за офіційною позицією, для створення «гармонії праці та капіталу»;
- обмежений консервативний політичний плюралізм, опорою якого стала фаланга, що об'єднала справжніх фалангістів з монархістами, карлістами, військовими та політиками правого католицького спектру тощо, які, хоч і мали обов'язкове членство в партії, часто дотримувалися протилежних поглядів;
- політичні репресії, особливо в період відразу після завершення Громадянської війни 1936—1939 років, коли було організовано систему державного терору. Закон про політичну відповідальність від 9 лютого 1939 року легітимізував переслідування всіх іспанців, які брали участь у революційному русі з 1934 року. Заходи покарання варіювалися від тюремного ув'язнення до публічних страт;
- мілітаризм — військові брали активну участь у політиці;
- націонал-католицтво, в рамках якого було відновлено прерогативи Католицької церкви в Іспанії та встановлено гегемонію католицтва як єдиної дозволеної релігії. Антиклерикальне законодавство Другої республіки було скасовано, було повернено релігійну освіту та незаперечний пріоритет католицьких цінностей у шлюбі та сімейних відносинах, суспільній моралі та багато іншого.
- правий націоналізм.

Форма правління та франкістська система мали яскраво виражений особистісний характер, тобто більшою мірою визначалася особистістю диктатора, ніж якоюсь певною ідеологією. 
Франко зумів утримати в своїх руках необмежену владу до самої своєї смерті в 1975 році. 
Під час його правління в Іспанії не було кодифікованої конституції, діяла лише обмежена кількість виданих ним основних законів, які мали статус конституційних. 
На всі значні посади в державі, аж до рівня провінцій Франко призначав людей, з якими його пов'язували особисті довірчі відносини. 
Ті установи, яким він передавав владні повноваження або які він не міг ігнорувати, наприклад, державну партію «Національний рух», Католицьку церкву і військових, він постійно налаштовував один проти одного.
На думку франкістської еліти, франкізм отримав свою легітимацію перемогою в Громадянській війні, яка розглядалася не просто як перемога свого світогляду, а й як захист іспанської та європейської цивілізації та культури. 
Оскільки католицтво вважалося складовою іспанської культури, церква тісно співпрацювала з державою в рамках так званого націонал-католицтва.
За 39 років свого існування франкістська держава зазнала значних змін в економіці, зовнішній політиці та меншою мірою у внутрішній політиці. 
Період диктатури Франка в Іспанії можна поділити на кілька етапів. 
Початковий, деспотичний етап, коли йшла масова розправа над групами населення, які зазнали поразки у Громадянській війні, виявляє певні риси фашистських режимів того часу і планової економіки. Наприкінці правління Франко режим був скоріше авторитарно-консервативним, коли після тривалого періоду внутрішньої стагнації країна пережила «економічне диво», початок якому започаткував Стабілізаційний план 1959 року. 
Іспанії вдалося піднятися до рівня розвинених країн у десятці найбільших індустріальних держав світу. 
Проте економічний прогрес не підтримувався будь-яким прагненням до політичної відкритості розвинених країн. 
Після смерті Франка Іспанію очолив король Хуан Карлос I, який негайно приступив до демонтажу створеної Франко ідеологічної і політичної системи, яка закінчилася встановленням парламентської демократії у формі конституційної монархії.